# Anita Page
Anita Page, pseudonimo di Anita Evelyn Pomares (New York, 4 agosto 1910 – Los Angeles, 6 settembre 2008), è stata un'attrice statunitense.

## Biografia

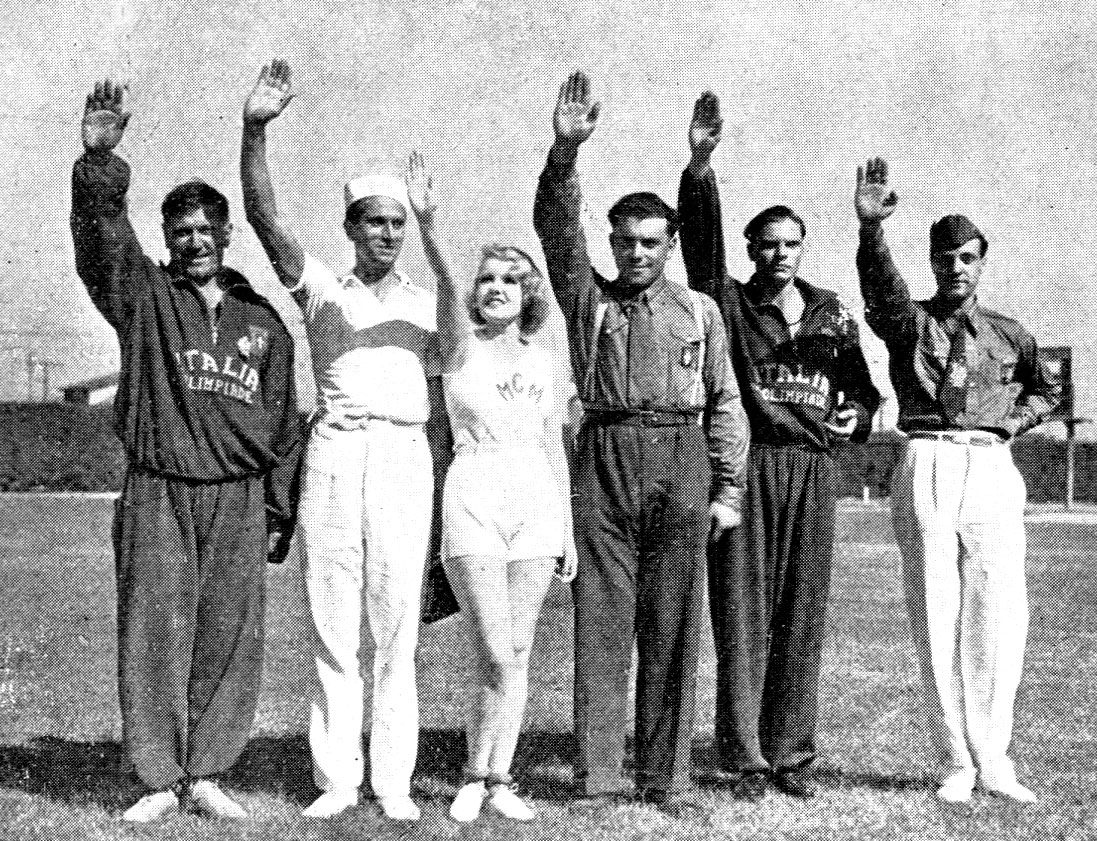
Estate 1932: l'attrice Anita Page riceve con il saluto fascista alcuni atleti italiani partecipanti alle Olimpiadi di Los Angeles

Figlia di Maude Evelyn e John Pomares, che vantavano antenati spagnoli, aveva un fratello di nome Marino. Entrò nel mondo del cinema grazie all'amicizia con l'attrice Betty Bronson. 
Annunciò il suo ritirò dalle scene all'età di 23 anni, nel 1933, alla scadenza del contratto che aveva firmato. Negli anni seguenti reciterà solo sporadicamente.
Si sposò due volte: con Nacio Herb Brown (1934–1935) e con Herschel A. House (1937–1991) 
È sepolta all'Holy Cross Cemetery, a San Diego.

## Riconoscimenti
- WAMPAS Baby Stars (1929)
- Young Hollywood Hall of Fame (1920's)

## Filmografia
- A Kiss for Cinderella, regia di Herbert Brenon (1925) (non accreditata)
- Love 'Em and Leave 'Em, regia di Frank Tuttle (1926) (non accreditata)
- Beach Nuts, regia di Richard C. Harris (1927) - cortometraggio
- Voce del mondo (Telling the World), regia di Sam Wood (1928)
- Le nostre sorelle di danza (Our Dancing Daughters), regia di Harry Beaumont (1928)
- Mentre la città dorme (While the City Sleeps), regia di Jack Conway (1928)
- La serpe di Zanzibar (West of Zanzibar), regia di Tod Browning (1928)
- La flotta del cielo (The Flying Fleet), regia di George W. Hill (1929)
- La canzone di Broadway (The Broadway Melody), regia di Harry Beaumont (1929)
- Ragazze americane (Our Modern Maidens), regia di Jack Conway (1929)
- Cuori e motori (Speedway), regia di Harry Beaumont (1929)
- Navy Blues, regia di Clarence Brown (1929)
- Great Day, regia di Harry Beaumont e Harry A. Pollard (1930)
- Chi non cerca...trova (Free and Easy), regia di Edward Sedgwick (1930)
- La borsa e la vita (Caught Short), regia di Charles Reisner (1930)
- Ragazze che sognano (Our Blushing Brides), regia di Harry Beaumont (1930)
- The Little Accident, regia di William James Craft (1930)
- War Nurse, regia di Edgar Selwyn (1930)
- Istituto di bellezza (Reducing), regia di Charles Reisner (1931)
- The Easiest Way, regia di Jack Conway (1931)
- Gentleman's Fate, regia di Mervyn LeRoy (1931)
- Il milionario (Sidewalks of New York), regia di Zion Myers e Jules White (1931)
- Under 18, regia di Archie Mayo (1931)
- Are You Listening?, regia di Harry Beaumont (1932)
- Night Court, regia di W. S. Van Dyke (1932)
- Skyscraper Souls, regia di Edgar Selwyn (1932)
- Prosperity, regia di Sam Wood (non accreditato) (1932)
- Jungle Bride, regia di Harry O. Hoyt e Albert H. Kelley (1933)
- Soldiers of the Storm, regia di D. Ross Lederman (1933)
- La grande gabbia (The Big Cage), regia di Kurt Neumann (1933)
- I Have Lived, regia di Richard Thorpe (1933)
- Hitch Hike to Heaven, regia di Frank R. Strayer (1936)
- The Runaway, regia di Claudio Guzmán (1961)
- Sunset After Dark, regia di Mark J. Gordon (1996)